# Sky Burial
Sky Burial è il quindicesimo album in studio del gruppo musicale canadese Nadja, pubblicato nel 2010.

## Tracce
1. Jaguar – 18:59
2. Sky Burial – 19:05

## Formazione

### Gruppo
- Aidan Baker – voce, batteria, chitarra, flauto
- Leah Buckareff – voce, basso